# Folcuin von Lobbes
Folcuin (* um 935 in Lotharingien; † 16. Dezember 990) war Abt von Lobbes von 965 bis 990.
Folcuin war nach eigenen Angaben ein Angehöriger der Familie der Karolinger, wobei seine Informationen hierzu nachvollziehbar, die Ahnenreihe aber offenbar verkürzt ist. Sein gleichnamiger Vater war an seinem Lebensende Mönch in der Abtei Saint-Bertin gewesen, in die er selbst am 22. November 948 als Oblatus eintrat. Einige Jahre später, nach dem Tod des Abtes Aletran von Lobbes, bestimmte Bischof Ebrachar von Lüttich, dem die Abtei Lobbes unterstand, ihn zu dessen Nachfolger. Am 25. Dezember 965 wurde Folcuin von Bischof Ingram von Cambrai geweiht.
In den ersten Amtsjahren musste Folcuin sich mit den Ansprüchen seines Vorgängers Rather auseinandersetzen, der die Abtei Lobbes für sich beanspruchte, nachdem er sein Amt als Bischof von Verona endgültig aufgeben musste. Tatsächlich wurde Folcuin gezwungen, das Abbatiat aufzugeben und das Kloster Lobbes zu verlassen, während Rather die Abtei übernahm, aber auch hier letztendlich scheiterte.
Wieder in sein Amt eingesetzt, wurde Folcuin einer der wichtigsten Äbte von Lobbes, und gilt heute – mit seinem Nachfolger Heriger – als jener Vorsteher des Klosters, der die Bedeutung Lobbes' im 11. Jahrhundert begründete.

## Werke
- Gesta abbatum Sithiensium (um 960)
- Vita Folcuini episcopi Morinensis (974–984)
- Gesta abbatum Lobiensium (abgeschlossen 975–990),
- Miracula Ursmari Lobiensis